# الرماد (مسلسل)
الرماد، سهرة درامية تلفزيونية كويتية.

## القصة
تدور أحداث السهرة حول زوجة مطحونة (سعاد عبد الله) تعيش تحت عباءة زوج ظالم (خالد النفيسي) مستهتر لا يقدس الحياة الزوجية على الإطلاق، فقد سبق لها ان اصطدمت باخلاقيات الزوج الذي يهوى الخمر ولعب القمار وعدم تحمل المسؤولية، ولكنها لم تتوقع ان تغدو مطمعا لجميع الرجال من حولها، فالبعض يستغل ضعفها واحتياجاتها الملحة في الحياة وتحديدا أصدقاء الزوج الذين بدأوا بالتودد لها في غياب الزوج عن المنزل.
وتمضي الأحداث وتأتي الليلة المشؤومة التي شهدت مشادة عنيفة بين الزوجين ويقوم الزوج بالتهجم عليها ضربا كالعادة، ولكن هذه المرة تدافع الزوجة عن نفسها وتقوم بدفع الزوج عنها دفعة قوية فتضرب رأسه بخشبة السرير فيلقى حتفه.. ويصدر حكم المحكمة بسجنها نتيجة قتلها غير المتعمد لزوجها وعندها تنهار الزوجة وتدخل في نوبة عصبية فقدت على أثرها قدرتها على النطق، لا سيما انها تخشى مصير طفليها من بعدها، فلم يكن هناك أحد يقوم على رعايتها.
تنقل السجينة إلى مستشفى الأمراض النفسية وداخل أسوار المستشفى نشاهد نماذج مختلفة من معاناة النساء والظروف القاسية التي أوصلتهن إلى هذا المكان ونشاهد الطبيب المعالج (جاسم النبهان) والمشرفة الاجتماعية (طيبة الفرج) يسعيان جاهدين إلى معالجة السجينة المريضة وارجاعها إلى حالتها الطبيعية، وينجح الاثنان عندما يحضر ابناؤها لزيارتها فتنطق بعفوية «عيالي» ويعود النطق إليها.
السهرة ذات لون تراجيدي مأساوي قامت الفنانة سعاد عبد الله بتجسيد دور يعد من أصعب الأدوار المركبة والمعقدة في الدراما الكويتية، كما أن المخرج فيصل الضاحي اخرجها بجودة عالية وكان له تكنيكه الخاص في القطع وسرعة الانتقال من مشهد إلى مشهد آخر، بالإضافة إلى التصوير المعبر لمشاهد الفلاش باك، وللعلم ان سهرة «الرماد» تعد من الأعمال النادرة لسلسلة الأعمال الدرامية التي اخرجها فيصل الضاحي، فقد كان انشغاله ببرامج المنوعات يفوق بكثير إنتاجه الدرامي.

## فريق العمل

### تمثيل
| الممثل        |  |
| ------------- |  |
| سعاد عبد الله |  |
| خالد النفيسي  |  |
| غانم الصالح   |  |
| جاسم النبهان  |  |
| طيبة الفرج    |  |
| انتصار الشراح |  |